# Chlaenius aestivus
Chlaenius aestivus är en skalbaggsart som beskrevs av Thomas Say. Chlaenius aestivus ingår i släktet Chlaenius och familjen jordlöpare. Inga underarter finns listade i Catalogue of Life.